# John George Phillips
John George Phillips (kolegy nazývaný Jack Phillips; 11. dubna 1887 – 15. dubna 1912) byl starší telegrafista na Titanicu.

## Život
Jack začínal na poštovním úřadě a v roce 1906 nastoupil na telegrafické učiliště v Liverpoolu. Závěrečné zkoušky složil s vynikajícím výsledkem a poté sloužil na Teutoniku, Lusitanii, Mauretanii, Companii a také na Oceaniku. I přes své mládí byl velice oblíben u nadřízených a kolegů.
Následovalo jmenování na Titanic, jehož radiostanice byla jedna z nejmodernějších této doby. Se svým mladším kolegou Haroldem Bridem se po dobu plavby střídali u telegrafu. Byl to právě Jack, který měl službu v době, kdy Titanic narazil na ledovou horu a v následujících hodinách vysílal nouzové signály.

## Smrt
Poslední signál vyslal Jack kolem 2. hodiny 15. dubna 1912, ale ostatní lodě jej slyšely velmi slabě. Ve 2 hodiny 5 minut do dveří radiotelegrafické kabiny vstoupil kapitán Smith a pronesl „Chlapci, splnili jste svoji povinnost, víc už udělat nemůžete. Každý sám za sebe!“ Když se Titanic potopil, několika lidem se podařilo vyplavat a dostat na záchranný člun A, který byl bohužel převrácen a proto na něm muselo zhruba 30 trosečníků po celou dobu stát. Phillipsův kolega Bride tvrdí, že Jack byl mezi nimi, avšak síly ho po delší době opustily a on skouzl do ledového oceánu.